# Амплитудное вибрато
Амплитудное вибрато (англ. amplitude modulation) — звуковой эффект или соответствующее устройство, реализующее периодическое изменение уровня громкости (амплитуды сигнала). Характеризуется пульсирующим звучанием.
При быстром изменении амплитуды от 100 % до 0 % можно добиться эффекта тремоло.

## Характеристики
С помощью данного эффекта можно добиться интересного звучания. На слух тремоло воспринимается так, как если бы при игре на гитаре ручку громкости быстро (с частотой несколько герц) вращали из одного положения в другое.

## Принцип действия
Амплитудное вибрато состоит из двух блоков: электронного регулятора громкости и генератора низких частот. Принцип действия основан на амплитудной модуляции. Входной сигнал модулируется с помощью регулятора громкости, в зависимости от частоты (0,5—10 Гц) и формы колебаний низкочастотного генератора.

## Параметры эффекта
- Скорость (speed, rate) — устанавливает частоту модуляции.
- Глубина (depth) — характеризует степень изменения амплитуды сигнала.
- Форма волны генератора низкой частоты (LFO waveform) — бывает синусоидальной (sin), треугольной (triangle), прямоугольной (square) и случайной (random).

## Устройства
- Voodoo Lab Tremolo
- Boss TR-2 Tremolo
- Electro-Harmonix Pulsar
- Line 6 Tap Tremolo